# マルクス・リキニウス・クラッスス (紀元前30年の執政官)
マルクス・リキニウス・クラッスス（Marcus Licinius Crassus）はプレブス（平民）出身の共和政ローマの政治家・軍人。紀元前30年に執政官（コンスル）を務めた。

## 出自
第一回三頭政治を行ったマルクス・リキニウス・クラッススの孫である。父は紀元前54年にクァエストル（財務官）を務めたマルクス・リキニウス・クラッスス・ディウェス（en）。母は紀元前69年の執政官クィントゥス・カエキリウス・メテッルス・クレティクスの娘で、アッピア街道に墓が現存するカエキリア・メッテラと思われる。

## 経歴
紀元前43年、第二回三頭政治が出したプロスクリプティオ（国家の敵）に名前が載ったため、シキリア属州に逃亡した。そこでセクストゥス・ポンペイウスの反乱に加わるが、ミセヌムの和約が結ばれて戦争が終結すると、イタリアに戻った。ローマではマルクス・アントニウスを支持した。紀元前37年にはクレタ・キュレナイカ属州、紀元前35年頃にはビテュニア属州 の総督を務めた。
その後はオクタウィアヌスの支持に回る。紀元前31年にはアウグル（鳥占官）の一人となった。紀元前30年、法務官（プラエトル）の経験が無かったにもかかわらず、執政官に就任した。続いて前執政官（プロコンスル）としてマケドニア属州の総督となった。そこでクラッススはダキア人、ドナウ川を渡ってモエシア・トラキアに侵入してきたバスタルナエ人（en）に勝利し、また一騎打ちでバスタルナエ王デルドンを倒している。続いてモエシアの大部分を占領し、トラキア部族を懐柔した。この成功によりモエシアは完全にローマの支配下となり、その後直ぐに皇帝属州とされた。クラッススは、バスタルナエ人が紀元前62年にガイウス・アントニウス・ヒュブリダに勝利して奪っていた軍旗を取り戻した。
紀元前29年、クラッススの兵達は彼をインペラトル（総司令官）と讃え、ローマに戻った紀元前27年7月4日には凱旋式を実施している。敵王デルドンを一騎打ちで倒したクラッススはデルドンの甲冑をユーピテル・フェレトリウス神殿に寄贈しようした（スポリア・オピーマ）。この栄誉を得ているのはローマ史上3人しかいなかったが、クラッススが過度の人気を得ることを恐れたオクタウィアヌスは様々な手段を講じてこれを阻止した。
クラッススがスポリア・オピーマを認められなかった理由は明確ではなく、歴史家の議論の対象となっている。カッシウス・ディオによると、オクタウィアヌスがクラッススの勝利はオクタウィアヌスの総指揮の下で得られたものであると述べたとしている。しかし、オクタウィアヌスが正式に単独の総司令官となったのは紀元前23年のことであり、それ以前はクラッススも含め前執政官は独立した司令官とみなされていた。ディオは、全ての将軍が皇帝の部下として戦った帝政時代の慣行（帝政時代には凱旋式も皇帝とその家族にのみ認められた）を、それ以前の時代に書き写しているだけである。
おそらくオクタウィアヌスがスポリア・オピーマを認めなかったのは、三頭政治の権限に基づくと思われる。第二回三頭政治は公的な組織であり、紀元前32年1月1日にその権限は消失しており、その期間が延長されたとの公式な記録は無い。しかしながら、オクタウィアヌスが彼の強力な権限の期間を5年間延長した可能性はある。三頭政治時代の将軍達はインペリウム（軍事指揮権）を有し凱旋式も実施することができた。しかしそれはあくまで三頭政治の許可があってのことであった。
紀元前27年以降、クラッススに関する記録は無い。オクタウィアヌスとクラッススの確執は、プリンキパトゥス（元首政）が確立されていく過程において、より激しくなったと思われる。
紀元前14年に執政官となったマルクス・リキニウス・クラッスス・フルギ（en）はクラッススの養子である。

## 参考資料
- Broughton TRS The Magistrates of the Roman Republic. Vol. II (99 BC - 31 BC). - NY, 1952
- Syme R. The Augustan Aristocracy. - Oxford University Press, 1989 - ISBN 0-19-814731-7
- Syme R. The Roman Revolution. - Oxford University Press, 2002 - ISBN 0-19-881001-6
- Parfenov VN Emperor Caesar August: The Army. War. Policy. - St. Petersburg: Aleteyya, 2001. - 278 p. - ISBN 5-89329-396-7 .